# Gasparilla Bowl 2021
Match précédent Match suivant
Le Gasparilla Bowl 2021 est un match de football américain de niveau universitaire joué après la saison régulière de 2021, le 23 décembre 2021 au Raymond James Stadium situé à Tampa dans l'État de la Floride aux États-Unis. 
Il s'agit de la 13e édition du Gasparilla Bowl. Le 10 décembre 2021, les organisateurs annoncent officiellement que le match sera sold-out pour la première fois de son histoire.
Le match met en présence l'équipe des Knights de Central Florida (UCF) issue de la American Athletic Conference et l'équipe des Gators de la Floride issue de la Southeastern Conference.
Il débute à 19 h 6 locales et est retransmis à la télévision par ESPN.
Sponsorisé par la société Union Home Mortgage (en), le match est officiellement dénommé le 2021  Union Home Mortgage Gasparilla Bowl. 
UCF gagne le match sur le score de 29 à 17.

## Présentation du match
| Équipes                                                                                                | Conférences | Entraîneurs                   | Stats. saison rég. | Classements avant le bowl | Classements avant le bowl | Classements avant le bowl |
| --- | ----------- | ----------------------------- | ------------------ | ------------------------- | ------------------------- | ------------------------- |
| Équipes                                                                                                | Conférences | Entraîneurs                   | Stats. saison rég. | CFP                       | AP                        | Coaches                   |
| Knights de l'UCF                                                                                       | AAC         | Gus Malzahn (en) (1re saison) | 8-4                | NC                        | NC                        | NC                        |
| Gators de la Floride                                                                                   | SEC         | Greg Knox (en) (intérim)      | 6-6                | NC                        | NC                        | NC                        |
| - Arbitre : Mark Duddy (Pac-12) ; - Équipe donnée favorite par les bookmakers : Florida par 7½ points. |             |                               |                    |                           |                           |                           |

Il s'agit de la 3e rencontre entre ces deux équipes :
| Saison | Date              | Vainqueur | Score | Perdant | Compétition                 |
| ------ | ----------------- | --------- | ----- | ------- | --------------------------- |
| 2006   | 9 septembre 2006  | Florida   | 42–0  | UCF     | Saison régulière en Floride |
| 1999   | 11 septembre 1999 | Florida   | 58–27 | UCF     | Saison régulière en Floride |

### Knights de l'UCF
Avec un bilan global en saison régulière de 8 victoires et 4 défaites (5-3 en matchs de conférence), UCF est éligible et accepte l'invitation pour participer au Gasparilla Bowl de 2021.
Ils terminent 3e de l'American Athletic Conference derrière #4 Cincinnati et #20 Houston.
À l'issue de la saison 2021, ils n'apparaissent pas dans les classements CFP, AP et Coaches.
Il s'agit de leur 5e participation au Gasparilla Bowl :
| Nom du bowl           | Saisons | Dates            | Vainqueurs | Scores  | Finalistes | Bilan |
| --------------------- | ------- | ---------------- | ---------- | ------- | ---------- | ----- |
| Gasparilla Bowl       | 2019    | 23 décembre 2019 | UCF        | 48 - 25 | Marshall   | 2 - 2 |
| St. Petersburg Bowl   | 2014    | 26 décembre 2014 | NC State   | 34 - 27 | UCF        | 1 - 2 |
| Beef 'O' Brady's Bowl | 2012    | 21 décembre 2012 | UCF        | 38- 17  | Ball State | 1 - 1 |
| St. Petersburg Bowl   | 2009    | 19 décembre 2009 | Rutgers    | 45 - 24 | UCF        | 0 - 1 |

| Logo     | Poste             | Joueur                                          | Statistique                                                       |
| -------- | ----------------- | ----------------------------------------------- | ----------------------------------------------------------------- |
|          | Quarterback       | Mikey Keene                                     | 159/250 passes réussies pour 1 586 yards, 16 TDs, 6 interceptions |
| Coureur  | Johnny Richardson | 101 courses pour 693 yards nets gagnés et 3 TDs |                                                                   |
| Receveur | Ryan O'Keefe      | 77 réceptions pour 727 yards et 6 TDs           |                                                                   |

### Gators de la Floride
Avec un bilan global en saison régulière de ? victoires et ? défaites (en matchs de conférence), Florida est éligible et accepte l'invitation pour participer au Gasparilla Bowl de 2021.
Ils terminent 6e de la Division East de la Southeastern Conference derrière #3 Georgia, #22 Kentucky, Tennessee, Missouri et South Carolina.
À l'issue de la saison 2021, ils n'apparaissent pas dans les classements CFP, AP et Coaches.
Il s'agit de leur première apparition au Gasparilla Bowl.
| Logo     | Poste          | Joueur                                          | Statistique                                                        |
| -------- | -------------- | ----------------------------------------------- | ------------------------------------------------------------------ |
|          | Quarterback    | Emory Jones                                     | 210/310 passes réussies pour 2 563 yards, 19 TDs, 13 interceptions |
| Coureur  | Emory Jones    | 133 courses pour 697 yards nets gagnés et 4 TDs |                                                                    |
| Receveur | Jacob Copeland | 39 réceptions pour 607 yards et 4 TDs           |                                                                    |

L'entraineur principal (4e saison) Dan Mullen (en) est viré le 21 novembre 2021 après un début de saison très décevant (5-6)
. Greg Knox (en) reprend le poste comme intérimaire pour terminer la saison régulière et diriger le Gasparilla Bowl avant que Billy Napier (en) ne soit officiellement nommé entraineur principal pour la saison 2022. Le defensive lineman Zachary Carter (en) et le wide receiver Jacob Copeland announcent qu'il font l'impasse sur le Gasparilla Bowl, tandis que le quarterback Anthony Richardson (6 matchs en 2021) manquera le match à la suite d'une blessure nécessitant une intervention chirurgicale. Le quarterback titulaire Emory Jones a annoncé une semaine avant le match qu'il s'inscivait sur le portail de transfert de la NCAA, mais qu'il restait à la disposition de son équipe pour le bowl.